# عبد الرحمن بن هاشم بن عتبة بن أبي وقاص
عبد الرحمن بن هاشم بن عتبة بن أبي وقاص الزهري القرشي تابعي ومحدث مِن رواة الحديث النبوي، والده الصحابي هاشم بن عتبة وجده الصحابي عتبة بن أبي وقاص أخو سعد بن أبي وقاص وعمير بن أبي وقاص، مِن الطبقة الرابعة ورتبته مجهول الحال.

## روايته للحديث
- حدث عن: أنس بن مالك.
- حدث عنه: عبد الرحمن بن مُحَمد بن عبد الله المديني، وعبد الرحمن بن محمد بن عبد الله بن عبد القاريء الأصبهاني.